# 小沢佐重喜
小沢 佐重喜（旧字体：小澤佐重喜、おざわ さえき、1898年〈明治31年〉11月25日 - 1968年〈昭和43年〉5月8日）は、日本の政治家、弁護士。衆議院議員（10期）。栄典は正三位勲一等。
吉田茂の側近の一人。新進党、民主党代表などを歴任した小沢一郎の父。

## 概要
『朝日人物事典』によると、
岩手県生まれ。馬車引きなどをしながら1923年に日本大学法学部法律学科を卒業。弁護士となり、三木武吉に師事して1929年から東京市議、府議を5期務める。1946年の戦後初の総選挙で岩手県から衆議院議員に当選（自由党）。選挙法改正の論功行賞で1948年に第2次吉田内閣の運輸大臣に抜擢され、以後も、郵政・電気通信大臣、行政管理庁長官、自由民主党国会対策委員長を歴任。三木仕込みの議会駆け引きを押しの強さで「闘牛」の異名をとり、小選挙区法案（1956年）や安保条約改定（1960年）など問題案件の審議では特別委員長に起用され、与野党激突の焦点に立った。藤山派の参謀格で当選10回。自治大臣兼国家公安委員長、自由民主党幹事長、自由党党首、民主党代表などを務めた小沢一郎は長男。
長男・小沢一郎によると、
「父は三十歳の時から東京の市会、府会議員となって、政治の世界に入り、戦後は郷里から衆議院議員として国政に参加した。その長い政治経歴を評価されて、国会運営や党の国会対策の実務を担当し、たびたび選挙対策本部長となって選挙の采配を振っていた。その父は小選挙区制の導入を持論としていた。」という。

## 来歴・人物

### 生い立ち
1898年11月25日、岩手県胆沢郡水沢町（水沢市を経て、現在の奥州市）の農家に生まれた。父の徳太郎は、田畑をそれぞれ三反歩ずつ所有する、いわゆる中農であった。徳太郎は百姓でありながら農閑期になると寺子屋に通っていたといわれている。ところが、徳太郎はかなりの大酒飲みで、のちに小沢家が没落していく原因となる。
田畑を手放した徳太郎は、田小路の鈴木家で下男として働き、トメと結婚した頃には馬車引きをして生計をたてていた。もともと短気だったため家の中では諍（いさか）いが絶えなかった。佐重喜も子どもの頃から徳太郎に逆らい、ことあるごとに口論を繰り返していた。

### 学生時代
佐重喜には六人の兄弟姉妹がいたが、家が貧しくすでに妹も長兄も奉公に出されていた。佐重喜自身も幼いときから徳太郎の手伝いをさせられたが、それでも隙を見ては学校に通っていた。妹たちが家の手伝いのために半分も学校に行かなかったのに、佐重喜の場合は一日だけ休んでほとんど授業に出席するという熱心さもあった。
だが、父徳太郎は、佐重喜が尋常小学校5年を終了する年に仙台の鍛冶屋に住み込みの丁稚奉公として出してしまう。鍛冶屋の主人が亡くなると水沢に戻った。
15歳のとき、母からもらった僅かな金を手に東京に向かった。下野中学校（現：作新学院）に入学し3年生に進級するときに、開成中学校の編入試験を受けて合格する。
東京では新聞配達や人力車夫をしながら中学校に通った。中学校を卒業すると、鉄道省に勤めながら日本大学法学部法律学科の夜学に進学した。昼間は働き夜は勉強した。1923年に大学を卒業すると、その年の12月に25歳の若さで弁護士試験に合格した。

### 弁護士として
翌年の1924年には下谷区御徒町に「小沢佐重喜弁護士事務所」を開業した。しかし、どこの馬の骨ともわからない新人の弁護士に仕事が回ってくるはずもなく、生活は苦しくなる一方だった。
開業当初は生活が苦しく、上野界隈を縄張りにしているテキ屋の黒門一家の顧問弁護士もやっていた。また、「あんみつ屋や、おでん屋などを営んでいた時期もあった」と小沢の後援者のほとんどが口にしている。
この黒門一家に頼まれて、敗戦後のどさくさに紛れて韓国人や中国人に渡った土地を取り戻す仕事をした。その報酬として、取り戻した土地の何割かを受け取った。このときに謝礼として受け取った小さな土地は、都内のあちこちに点在していたといわれる。これが、後に佐重喜の選挙資金の基盤になった。当初から佐重喜は政界を目指していたようで、弁護士時代には積極的に三木武吉の元に通っている。

### 政界へ
東京市会議員、東京府会議員を経て、1946年、戦後初の総選挙である第22回衆議院議員総選挙に岩手県全県区から立候補し衆議院議員に当選する。以後、旧岩手2区にて当選通算10回（当選同期に小坂善太郎・二階堂進・江﨑真澄・石井光次郎・坂田道太・水田三喜男・村上勇・川崎秀二・井出一太郎・早川崇・中野四郎など）。自由党に所属し、吉田茂に重用される。第2次吉田茂内閣の運輸大臣、第3次吉田茂内閣の逓信大臣、初代郵政大臣兼初代電気通信大臣、第5次吉田茂内閣の建設大臣を歴任する。この間、1948年に政治資金に関する問題で衆議院不当財産取引調査特別委員会で証人喚問された。
1955年、保守合同・自由民主党に参加する。国会内の調整力に長けたことから、岸信介から日米安全保障条約に関する特別委員長に指名され、川島正次郎幹事長らと共に安保改定を実行した。1960年、第2次池田内閣で行政管理庁長官、北海道開発庁長官に就任した。
長年、小選挙区制の導入を唱え、その遺志は息子の小沢一郎に引き継がれる。
1950年7月から1951年12月まで衆議院議院運営委員長だったが、参議院で衆議院法案が4回否決（内3回は参議院修正案）された際、参議院の議決を否定し衆議院案の再可決という形で法案を成立させる道筋を作った。
1968年5月8日死去。翌年の総選挙で長男の一郎が地盤を引き継ぎ初当選した。

## エピソード
第2次吉田内閣の運輸大臣として入閣した時、その認証式で昭和天皇が“佐重喜”をどう読んでいいのか分からず、吉田首相に訊ねたという。当時は佐重喜を“さえき”と読むことができた人は、ほとんどいなかった。
長男の一郎は「親父は、じいさまが酒に溺れて身上をつぶして水飲み百姓の小作人のせがれとして食うや食わずで育ったんだ。それで、ものすごく貧乏だったせいかどちらかというと反体制的な考え方だった。戦後の経済万能主義の社会や政治を嫌悪していたし、エスタプリッシュメントというものに対する反発を非常に強くもっている男でした。」と述べている。
一郎の政治の師であり同じ吉田門下生だった田中角栄（元首相）とは、佐重喜の生い立ちと重なる面があった。妻みちは佐重喜のことを“いなかっぺ大将”と表現した。大臣に就任しても庶民的であり、田中も背広にゲタばき、扇子と奇抜な服装で現れるなどして庶民からは好意的に受け止められた。

## 略年譜
- 明治31年（1898年）
  - 11月25日 - 小沢徳太郎・トメの二男として岩手県胆沢郡水沢町（現：岩手県奥州市）に生まれる。
- 明治43年（1910年） - 仙台へ丁稚奉公に出る。
- 大正12年（1923年）
  - 3月 - 日本大学法学部法律学科卒業。
  - 12月 - 弁護士試験合格。
- 大正13年（1924年）
  - 3月 - 東京市下谷区（現：東京都台東区）御徒町に弁護士事務所を開業。
- 昭和4年（1929年）
  - 3月 - 東京市会議員に当選。
- 昭和11年（1936年）
  - 5月 - 東京府会議員に当選。
- 昭和21年（1946年）
  - 4月 - 衆議院議員に当選。
  - 6月 - 運輸大臣秘書官
- 昭和23年（1948年）
  - 10月 - 運輸大臣
- 昭和24年（1949年）
  - 2月 - 逓信大臣
- 昭和26年（1951年）- 全国自家用自動車協会長
- 昭和28年（1953年）
  - 1月 - 自由党代議士会長
- 昭和29年（1954年）
  - 6月 - 建設大臣
- 昭和35年（1960年）
  - 12月 - 行政管理庁長官兼北海道開発庁長官
- 昭和36年（1961年）
  - 6月 - 外務大臣臨時代理を兼任。
- 昭和43年（1968年）
  - 5月8日 - 心不全のため東京慈恵会医大病院で死去。叙正三位・叙勲一等・授旭日大綬章。

## 家族・親族

### 小沢家

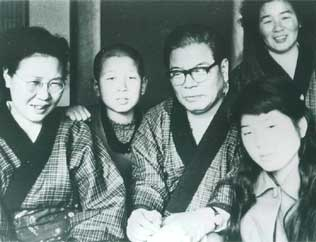
左から、みち、一郎、佐重喜、スミ子（1954年）

（岩手県胆沢郡水沢町（現：奥州市）、東京都）
実家
- 父・徳太郎（農業）
- 母・トメ
- 兄弟姉妹は6人

自家
- 前妻
地元で先妻と言われている女性は、東磐井郡（現・一関市）の資産家の娘である[15]。当時の納税額が地元でも一・二を争うほどの旧家だった[15]。しかし、その頃の佐重喜は弁護士を開業したばかりで、経済的には相当苦しかったようで“女房の実家に借金をするものだから、嫁の親が怒って離婚させた”と伝えられている[15]。その女性との間には子供はなかった[15]。
- 後妻・みち（元千葉県会議員荒木儀助の四女）
明治34年（1901年）2月15日、千葉県東葛飾郡風早村（現・柏市）生まれ[16]。元庄屋の娘である[17]。実家はかなりの豪農で生まれたときからお嬢様として育てられた[17]。九段精華高等女学校では、のちの鹿島建設会長夫人になる鹿島卯女も同窓だった[17]。のちに医者や弁護士になっている家族もたくさんいる[16]。
- 長男・一郎（政治家）
- 娘（養女）・スミ子、則子
松田賢弥の著書『闇将軍 野中広務と小沢一郎の正体』194-195頁によると、「佐重喜とみちの実子は一郎だけで、スミ子、則子は佐重喜が外で作った子であり、スミ子、則子は養女というかたちになっている」という。小沢家をよく知る水沢在住の古老は「みちさんはしっかりしていて、すぐにスミ子、則子を引き取って育てたんですよ。だからといって、みちさんが一郎を含めた三人の子を分けへだてするようなことは微塵もなかった」と述べている。